# Ladislav Keglević (II.)
Ladislav II. Keglević (László Keglevich; oko 1693. – 1735.), poznat i kao Ladislav Keglević Bužimski, je bio hrvatski plemić i veliki župan iz grofovske obitelji Keglević.

## Životopis
Keglević je rođen oko 1693. godine od oca grofa Petra Keglevića VII. i majke grofice Marije Ivane Orehovečki. Imao je brata Aleksandra i sestru. Ime je dobio po djedu barunu Ladislavu I. Praunuk je baruna Petra V. Keglevića Bužimskog, hrvatskog vojskovođe i ljetopisca. Potomak je hrvatskog podbana baruna Jurj Keglevića te povjesničara, političar i pjesnika baruna Nikole Istvánffyja, kao i hrvatsko-slavonsko-dalmatinskiog bana Petra II. Keglevića Bužimskog.
Keglević se nakon školovanja posvetio vojničkomu pozivu. Nakon smrti oca Petra 1724. godine naslijedio ga je kao veliki župan Požeške županije. Spominje se i kao podzapovjednik Koprivničke kapetanije 1732. godine.
U Beču je 15. srpnja 1722. godine oženio freifrau Francisku Thavonath. Par je imao sina grofa Petra, VIII. (1722. – 1749.). Pjesnikinja grofica Katarina Patačić je njegova unuka.